# Rue Winston-Churchill
 (février 2021).
Si vous disposez d'ouvrages ou d'articles de référence ou si vous connaissez des sites web de qualité traitant du thème abordé ici, merci de compléter l'article en donnant les références utiles à sa vérifiabilité et en les liant à la section « Notes et références ».
Ne doit pas être confondu avec Avenue Winston-Churchill.
La rue Winston-Churchill est une voie de la commune de Nancy, dans le département de Meurthe-et-Moselle, en région Lorraine.

## Origine du nom
Elle porte le nom de l'homme d'État britannique Winston Churchill (1874-1965).